# Алексеевка (Черниговская область)
Алексе́евка (укр. Олексіївка) — село в Нежинском районе Черниговской области Украины.
Население составляет 89 жителей (2006 год). Плотность населения — 357,43 чел/кв.км.
Впервые упоминается в 1935 году.
Село Алексеевка находится примерно в 14 км к юго-западу от центра города Бахмач. Средняя высота населённого пункта — 148 м над уровнем моря. Село находится в зоне умеренно континентального климата.
Ранее входило в состав Песковского сельсовета Бахмачского района, 17 июля 2020 года в ходе административной реформы вошло в Бахмачскую городскую громаду Нежинского района Черниговской области.
Национальный состав представлен преимущественно украинцами, конфессиональный состав — христианами.